# Boris Alterman

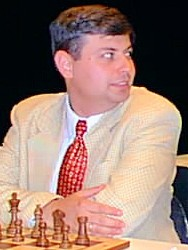
Boris Alterman
Recklinghausen 1998

Boris Alterman (Oekraïens: Альтерман Борис, Hebreeuws: בוריס אלטרמן) (Charkov, 4 mei 1970) is een Oekraïens-Israëlische schaker. Hij is sinds 1992 een grootmeester (GM). 

## Schaakcarrière
Alterman leerde schaken toen hij zeven jaar oud was. Op zijn vijftiende werd hij winnaar van het junior schaakkampioenschap van Oekraïne in de categorie tot 18 jaar. In 1987 deelde hij met Gata Kamsky de eerste plaats van het jeugdkampioenschap schaken van de toenmalige Sovjet-Unie. In 1991 emigreerde hij naar Israël en werd datzelfde jaar Internationaal Meester (IM). In 1992 werd hij een grootmeester. Hij won vervolgens verscheidene toernooien, waaronder München (Open) 1992, Haifa 1993, Bad Homburg 1996, Risjon Letsion 1996 en Peking 1995 en 1997. Heden ten dage speelt hij voor de schaakclub van Risjon Letsion.
Alterman is de schrijver van "The Accelerated Dragon", over een variant binnen de Siciliaanse verdediging die begint met de zetten 1.e4 c5 2.Pf3 Pc6 3.d4 cd 4.Pd4 g6. 
In 1999 werkte hij samen met Garri Kasparov en ondersteunde hem bij zijn via het internet gespeelde partij Kasparov tegen de wereld. Sinds het jaar 2000 is Alterman als adviseur betrokken bij de ontwikkeling van het computerschaakprogramma Junior en is onder andere verantwoordelijk voor het openingenboek.
Hij speelt zelden nog in toernooien en is grotendeels werkzaam als schaaktrainer. In 2010 verkreeg hij de titel FIDE Senior Trainer. 
Hij verzorgt filmpjes met lezingen op de website van de Internet Chess Club, en maakte ook een reeks genaamd "Gambit Guide" waarin hij openingen behandelt zoals het Deens gambiet, het Cochranegambiet, het Evansgambiet, het Boedapestgambiet en de Fried Liver aanval, een variant binnen het tweepaardenspel.

## Nationale teams
Alterman nam met het nationale team van Israël deel aan de volgende Schaakolympiades: 1992, 1994, 1996 en 1998, Hij behaalde daarbij in totaal 26.5 pt. uit 42 partijen. 
 
In 1992 en 1997 nam hij deel aan het EK landenteams en kwam daarbij uit op 11.5 pt. uit 16 partijen. Hierbij behaalde hij in 1992 een bronzen medaille voor zijn resultaat aan het vierde bord. In 1997 had hij de beste Elo-performance van alle deelnemers en ontving een zilveren medaille voor zijn resultaat aan het eerste bord. 

## Schaakverenigingen
In Israël speelde Alterman voor Hapoel Risjon Letsion en voor Elitzur Petach Tikwa, waarmee hij twee keer deelnam aan de European Club Cup.

In de Duitse bondscompetitie speelde hij van 1997 tot 1999 voor SG Bochum 31.